# Zuidelijke koninginnenpage
De zuidelijke koninginnenpage (Papilio alexanor) is een vlinder uit de familie van de pages (Papilionidae). De soort komt voor van zuidoost Frankrijk en Italië tot aan Afghanistan en Turkestan. De spanwijdte bedraagt 70 tot 90 millimeter. Hij vliegt op een hoogte van 300 tot 1500 meter.
De waardplanten zijn schermbloemigen.
De soort heeft jaarlijks één generatie die vliegt van mei tot in juli. De rups overwintert.